# Fontenilles
Fontenilles este o comună în departamentul Haute-Garonne din sudul Franței. În 2009 avea o populație de 4.197 de locuitori.

## Evoluția populației
| An        | 1975  | 1982  | 1990  | 1999  | 2006  | 2009  |
| --------- | ----- | ----- | ----- | ----- | ----- | ----- |
| Populație | 1.215 | 1.791 | 2.262 | 2.920 | 3.440 | 4.197 |